# Dorian Grays Portræt (film fra 1910)
Dorian Grays Portræt er en dansk stum dramafilm fra 1910, der er produceret af Regia Kunstfilms Kompagni og instrueret af Axel Strøm. Filmen er en filmatisering af Oscar Wildes roman af Billedet af Dorian Gray.
Filmen havde dansk biografpremiere i Panoptikon den 6. oktober 1910. 

## Handling
En ung mand, Dorian Gray, får malet sit portræt. Ved tanken om at han ældes, ønsker han, at det i stedet er maleriet, der ældes. Ønsket  går i opfyldelse, og Gray lever et samvittighedsløst liv uden at ældes, men portrættet af ham, bliver mere og mere groteskt. Til sidst tager han livet af sig, og portrættet af Dorian Gray bliver atter smukt. 

## Medvirkende
- Clara Pontoppidan, Skuespillerinde
- Adam Poulsen,	Dorian Gray
- Valdemar Psilander
- Axel Strøm
- Henrik Malberg